# Boston Spa
Boston Spa är en by och civil parish i Leeds, West Yorkshire, Storbritannien. Den ligger vid floden Wharfe och blev kurort 1744 då John Shires hittade magnesium-, kalk- och svavelhaltiga källor. Orten förlorade i betydelse då Harrogate fick ökad betydelse. 
Det finns ett fängelse på orten, där också British Library har förråd med mera.